# Појеница (Арђеш)
Појеница (рум. Poienița) насеље је у Румунији у округу Арђеш у општини Балилешти. Oпштина се налази на надморској висини од 402 m.

## Становништво
Према подацима из 2002. године у насељу је живело 875 становника, од којих су сви румунске националности.